# Odontodactylus hawaiiensis
Odontodactylus hawaiiensis is een bidsprinkhaankreeftensoort uit de familie van de Odontodactylidae. De wetenschappelijke naam van de soort is voor het eerst geldig gepubliceerd in 1967 door Manning.